# Cisteller gorja-ratllat
El cisteller gorja-ratllat (Asthenes humilis) és una espècie d'ocell de la família dels furnàrids (Furnariidae).

## Hàbitat i distribució
Habita vessants rocoses de la puna i zones rocoses amb herba als Andes de Perú i oest de Bolívia.